# Inspectorul Gadget 2
Inspectorul Gadget 2 (titlu original: Inspector Gadget 2) este un film american de comedie din 2003 regizat de Alex Zamm.

## Distribuție
- French Stewart - Inspectorul Gadget
- Elaine Hendrix - G2
- Tony Martin - Dr. Claw
- Caitlin Wachs - Penny
- Jeff Glenn Bennett - Brain the Dog (voce)
- D. L. Hughley - Gadgetmobile (voce)
- Mark Mitchell - Chief Quimby
- Sigrid Thornton - Mayor Wilson
- Bruce Spence - Baxter
- Alethea McGrath - Mrs. Quimby (cameo)
- Mungo McKay - the Bartender
- James Wardlaw - Brick
- John Batchelor - McKible
- Nick Lawson - Squint
- Mick Roughan - Jungle Bob
- Siros Niaros - The Ninja
- Brian McDermott - Mr. Morgan